# Département de Kouibly
Le département de Kouibly est un département de Côte d'Ivoire. 